# Пачулия, Владимир Дигович
Владимир Дигович Пачулия (1922 год, село Пакуаш, Очамчирский район, ССР Абхазия, ССР Грузия, ЗСФСР, СССР — 25.5.1944, село Раковчик, Коломыйский район, Станиславская область, Украинская ССР, СССР) — участник Великой Отечественной войны, стрелок 867-го стрелкового полка (271-я стрелковая дивизия, 11-й стрелковый корпус, 18-я армия, 1-й Украинский фронт, красноармеец. Закрыл своим телом амбразуру пулемёта.

## Биография
Родился в 1922 году в Абхазии.
5 сентября 1942 года Очамчирским райвоенкоматом Абхазской АССР призван в РККА.
В мае 1944 года 271-я стрелковая дивизия вела бои местного значения за улучшение позиций в районе севернее Коломыи. 25 мая 1944 года подразделение, в которое входил красноармеец Пачулия, проводило разведку боем переднего края противника. Владимир Пачулия первым ворвался в траншею противника и в схватке уничтожил двух солдат и забросал гранатами две пулемётные точки. Отражал автоматным огнём контратакующего противника до последнего патрона, и в ходе собственной контратаки, закрыл своим телом амбразуру дзота.
Был представлен командованием к званию Героя Советского Союза, но приказом по 11-му стрелковому корпусу № 033/н от 14 июня 1944 года посмертно был награждён орденом Отечественной войны 1-й степени.
Похоронен в братской могиле в селе Раковчик..
В 1978 году в Сухуми был установлен изготовленный из меди памятник герою (разрушен в ходе вооружённого конфликта начала 90-х). Именем Владимира Пачулия было названо судно, ныне искусственно затопленное у побережья Грузии, и являющееся объектом для туристического дайвинга